# Ahmad Kuraj
Ahmad Alí Muhammad Kuraj (arabsky أحمد علي محمد قريع‎; 26. března 1937 Abú Dís – 22. února 2023), známý také jako Abú Alá (arabsky أبو علاء‎), byl palestinský politik, v období 1996–2003 předseda Palestinské legislativní rady a v letech 2003–2005 a 2005–2006 předseda vlády Palestinské autonomie.

## Životopis
Narodil se 26. března 1937 v Abú Dís v Mandátní Palestině. V roce 1968 vstoupil do Fatahu, největší politické a vojenské frakce Organizace pro osvobození Palestiny (OOP). V 70. letech 20. století působil jako ředitel oddělení OOP pro zahraniční investice a generální ředitel ekonomického oddělení OOP. Svým působením na těchto pozicích výrazně přispěl k tomu, že se OOP stala jedním z největších zaměstnavatelů v Libanonu. Po nuceném odchodu OOP z Libanonu odjel do Tunisu. V srpnu 1989 se dostal do povědomí lidí a byl zvolen do ústředního výboru Fatahu.
Zemřel 22. února 2023 ve věku 85 let.